# Sant Domènec de Sant Cugat del Vallès
Sant Domènec de Sant Cugat del Vallès és una petita església del municipi de Sant Cugat del Vallès (Vallès Occidental) inclosa en l'Inventari del Patrimoni Arquitectònic de Catalunya. Concretament és una ermita de dimensions reduïdes, d'una sola nau i coberta a dues vessants. És interessant la porta amb carreus i llinda d'una peça.